# Slingsby Kirby Cadet
Slingsby T.7 Kirby Cadet là một loại tàu lượn huấn luyện của Anh, do hãng Slingsby thiết kế chế tạo, bay lần đầu vào năm 1935. Nó được trang bị cho các đơn vị huấn luyện thuộc Không quân Hoàng gia với tên gọi Cadet TX.1 từ thập niên 1950 tới thập niên 1960.

## Quốc gia sử dụng
Anh Quốc
- Không quân Hoàng gia